# Siphona obscuripennis
Siphona obscuripennis là một loài ruồi trong họ Tachinidae.